# Herb Petersburga
Herb Sankt Petersburga – jeden z symboli miejskich Petersburga, obowiązujący oficjalnie od 6 września 1991 r.

## Historia i symbolika
Pierwszym znany herb Sankt Petersburga znajdował się na chorągwi petersburskiego regimentu z 1712 roku, znajdowało się na nim płonące serce na książęcym płaszczu, pod koroną książęcą. Obok niego używano także wizerunku kolumny pod koroną ze skrzyżowanymi kluczem i mieczem. Obecny herb został ustanowiony w roku 1724 przez herolda hrabiego Francisco Santiego. Herb ten z mniejszymi zmianami obowiązuje do dzisiaj. Przedstawia on na tarczy francuskiej w polu czerwonym dwie srebrne kotwice skrzyżowane w skos, końcami na zewnątrz i ku górze oraz berło cesarskie pomiędzy nimi. Prawa (patrząc z perspektywy widza) jest kotwicą morską (2 ramiona), a lewa rzeczną (4 ramiona). Symbolizować to ma położenie miasta u zbiegu zarówno morskich jak i rzecznych szlaków, a także fakt, iż miasto jest stolicą Marynarki Wojennej Imperium Rosyjskiego. W roku 1857 dodano następujące elementy:  tarczę zwieńczono Wielką imperialną koroną Rosji, dwa skrzyżowane berła cesarskie oraz wychodzącą spod korony ażurową wstęgę Orderu św. Andrzeja Apostoła Pierwszego Powołania, która okala tarczę i berła. Zmiana ta miała symbolizować administracyjny status miasta jako stolicy Imperium Rosyjskiego. Po przewrocie bolszewickim z herbu usunięto wszystkie carskie elementy, dodano także wizerunek statku oraz gwiazdę.
Wiosną 1989 r. władze miejskie rozpoczęły starania o stworzenie całkiem nowego herbu dla miasta. Ogłoszono nawet konkurs na jego wygląd, prace konkursowe wystawiono w Twierdzy Pietropawłowskiej. Ta inicjatywa spotkała się jednak z protestami wielu środowisk. Wskutek oporu ideę stworzenia nowego herbu miasta porzucono.
6 września 1991 r. decyzją Rady Leningradzkiej przywrócono stary herb. Natomiast 7 listopada 1991, w wyniku referendum przeprowadzonego wśród mieszkańców, Leningrad przemianowano na Petersburg. Wizerunek nowego herbu został potwierdzony w 1994 r. oraz 2003 r. przez Radę Miejską Petersburga.
| - Jedna z pierwszych wersji herbu z 1730 roku - Herb Sankt Petersburga od 1730 do 1856 (używany również od 1991 do 2003) - Herb Sankt Petersburga w XIX wieku, używany do rewolucji 1917 roku - Nieoficjalny symbol Leningradu - Herb Sankt Petersburga w kształcie z 2003 roku - Mały herb Sankt Petersburga w kształcie z 2003 roku |